# Daphne Blake
Daphne Anne Blake este un personaj fictiv creat de William Hanna și Joseph Barbera ca fiind unul din cele 5 personaje principale din serialul de desene animate Scooby Doo, alături de Fred Jones, Velma Dinkley, Shaggy Rogers și desigur Scooby-Doo. Este întotdeauna văzută cu păr portocaliu cu o bentiță mov deschis, rochie mov închis cu o eșarfă verde și pantofi mov deschis. În primele sezoane Daphne a fost folosită mai mult pe post de decor, în următoarele sezoane primind un rol mai important, mai ales când Welma și Fred au fost eliminați din serie.
Dacă Scooby Doo este responsabil cu mâncarea la Mistere S.R.L., putem spune că Daphne este responsabilă cu emoțiile. Deși restul găștii nu-și poate imagina rezolvarea misterelor fără ajutorul ei, nu este niciodată clar care este contribuția sa. Nu face decât să fie elegantă și să rămână cu Fred când gașca se împarte în echipe.

## Actori
Daphne a fost jucată de:
- Indira Stefanianna Christopherson (1969–ianuarie 1970)
- Heather North Kenney (septembrie 1970–1985; 1997; filme din 2003)
- Kellie Martin (1988–1991)
- Mary Kay Bergman (1998–1999; octombrie 2000)
- Grey DeLisle-Griffin (2000–prezent)
- Adrienne Wilkinson (joc video Scooby-Doo 2: Monsters Unleashed (Video Game) din 2004)
- Amanda Seyfried (2020 în Scoob)
- Sarah Michelle Gellar (filme live-action din 2002 și 2004; 2005, 2012 și 2018 în Robot Chicken)
- Kate Melton (filme live-action din 2009 și 2010)
- Sarah Jeffery (film live-action din anul 2018)
- Emily Tennant (Mica Daphne în Scooby-Doo 2: Monștrii dezlănțuiți din 2004)
- Cree Summer (2005 în Drawn Together)
- Rachel Ramras (2011 și 2013 în MAD)
- Erin Cottrell (2016 în Robot Chicken)